# Raemian Caelitus
Raemian Caelitus, trước đây được gọi là Raemian Ichon Rex là một khu phức hợp gồm ba tòa nhà căn hộ chung cư cao cấp cao chọc trời ở Seoul, Hàn Quốc. Tháp 101 là tòa nhà cao thứ 12 ở Seoul và cao nhất ở quận Yongsan. Khu phức hợp chung cư cao cấp được hoàn thành vào năm 2015. Nhìn ra sông Hán ở trung tâm Seoul, các tháp Raemian Caelitus là một cảnh tượng nổi bật ven bờ sông.